# HIP 78530
Désignations
HIP 78530 est une étoile de la constellation du Scorpion. Autour d'elle orbite la naine brune HIP 78530 b. Ce système est distant d'environ ∼ 448 a.l. (∼ 137 pc) de la Terre et il est membre du groupe Haut-Scorpion de l'association Scorpion-Centaure.
HIP 78530 est une étoile bleu-blanc de la séquence principale de type spectral B9V.

## Le système planétaire
| Planète     | Masse      | Demi-grand axe (ua) | Période orbitale (jours) | Excentricité | Inclinaison | Rayon          |
| ----------- | ---------- | ------------------- | ------------------------ | ------------ | ----------- | -------------- |
| HIP 78530 b | 28 ± 10 MJ | 710 ± 60            |                          |              |             | 1,83 ± 0,16 RJ |